# Régiment de Preissac cavalerie
Pour les articles homonymes, voir Preissac (homonymie).
Pour les articles homonymes, voir régiment de Furstemberg, régiment de Béthune, régiment de Pons et régiment d'Harcourt.
Le régiment de Preissac cavalerie est un régiment de cavalerie du royaume de France créé en 1689.

## Création et différentes dénominations
- 1er janvier 1689 : création du régiment de La Mark ou Furstemberg cavalerie
- 1704 : renommé régiment de Courcillon cavalerie
- 26 septembre 1719 : renommé régiment de Béthune cavalerie
- 1735 : renommé régiment de Pons cavalerie
- 1745 : renommé régiment d’Harcourt cavalerie
- 1759 : renommé régiment de Preissac cavalerie
- 1er décembre 1761 : réformé par incorporation au régiment Royal-Champagne cavalerie

## Équipement

### Étendards
4 étendards de « ſoye isabelle, Soleil au milieu brodé en or, & frangez d’or ».

### Habillement

Uniformes
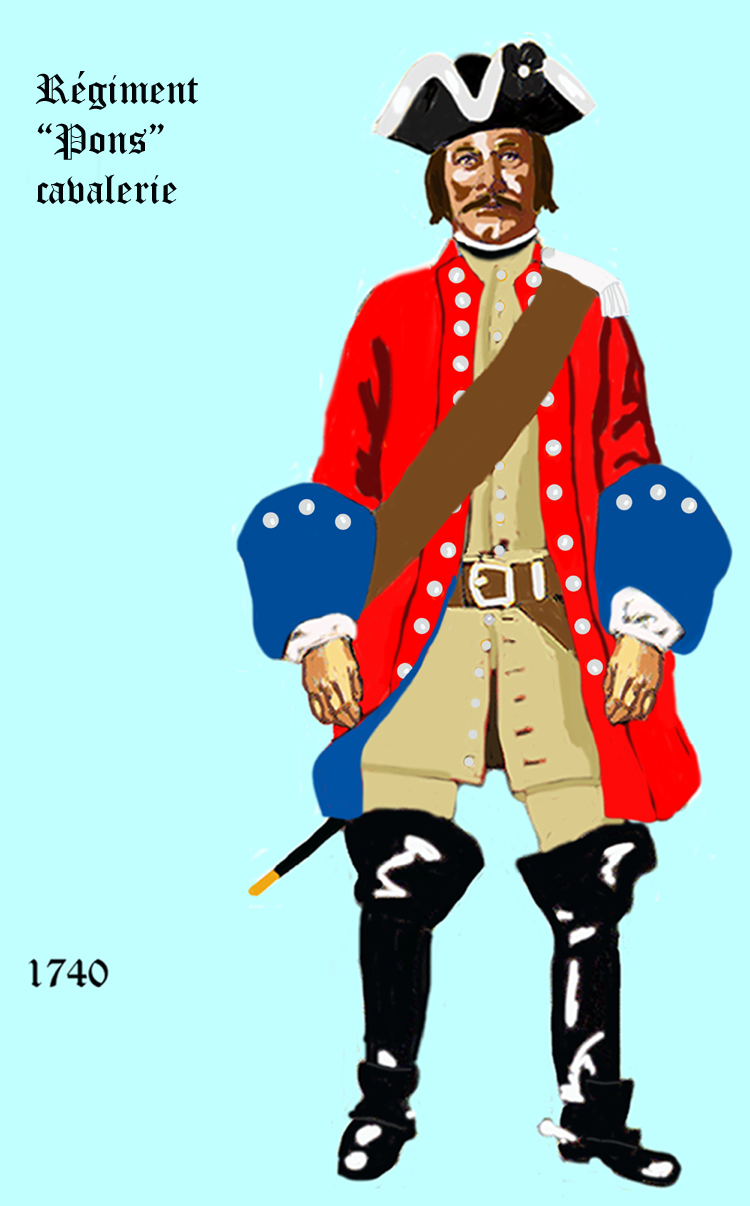
de 1740 à 1757
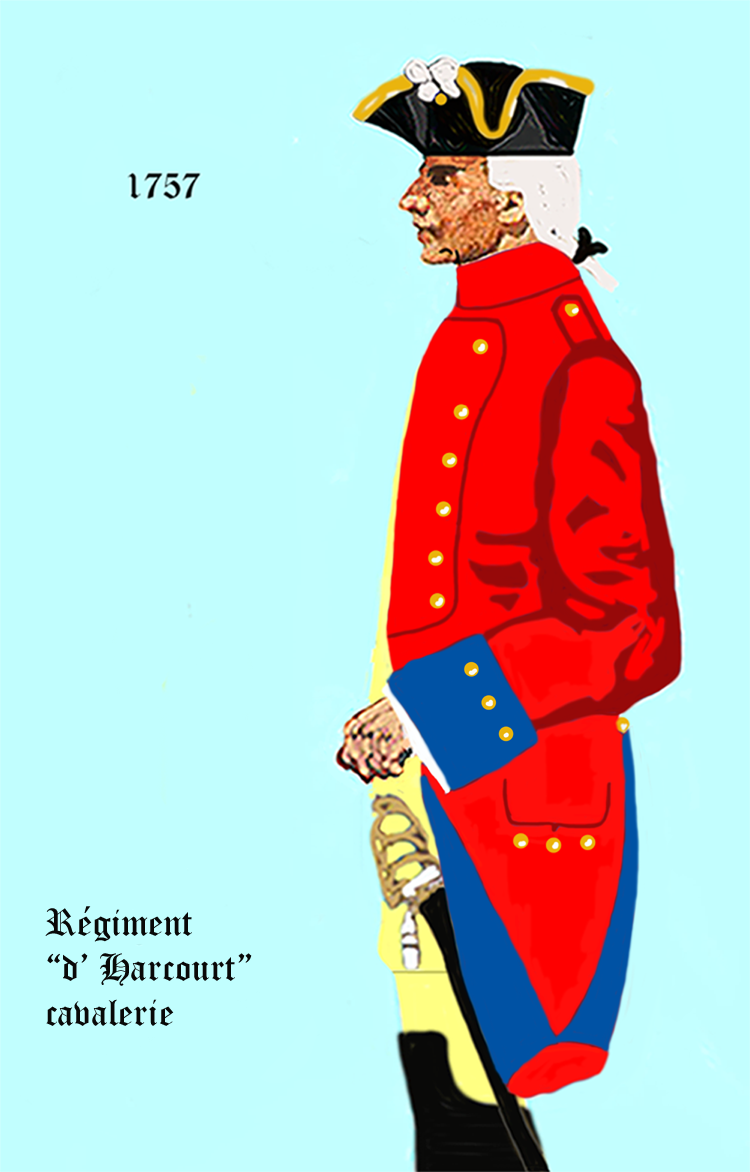
de 1757 à 1761

## Historique

### Mestres de camp
- 1689 : Guillaume-Egon de Fürstenberg, cardinal de Furstemberg, † 10 avril 1704
- 1704 : Philippe Egon de Courcillon, brigadier de cavalerie en 1710, † 1719
- 26 septembre 1719 : Louis Marie Victoire de Béthune-Selle, comte de Béthune, brigadier le 1er février 1719, maréchal de camp le 20 février 1734, † 19 décembre 1744
- 20 février 1734 : comte puis marquis de Béthune-Chabris, fils du précédent
- 1735 : vicomte de Pons
- 23 mars 1742 : Charles Philippe de Pons Saint-Maurice, marquis de Pons, brigadier le 20 février 1743, maréchal de camp le 1er mai 1745, déclaré lieutenant général des armées du roi en décembre 1748 par brevet expédié le 10 mai
- 1745 : Louis François, marquis d’Harcourt, † 15 mars 1748 (né le 6 octobre 1728)
- 19 mars 1748 : Anne François d’Harcourt, chevalier d’Harcourt puis marquis de Beuvron, cousin du précédent, brigadier le 22 juillet 1758, maréchal de camp le 20 février 1761, lieutenant général du roi le 1er mars 1780, † 10 mars 1797
- 1759 : comte de Preissac de Cadillac

### Campagnes et batailles
- Guerre de Succession d'Autriche

11 mai 1745: bataille de Fontenoy

### Quartiers
- Toul[1]